# Кукурипа
Куккурипа или Шантибхадра е индийски Ваджраяна Будистки учител, един от 84-те Махасидхи, последвал пътя на отказването от всякакви удобства. Биографичните данни за него са епизодични и доста невероятни, знае се, че е роден в браминско семейство и е живял в Капилавасту. Куккурипа е собено почитан като един от основателите на линията Кагю на Тибетския Будизъм. Изпратен от Наропа, при него идва Марпа Лоцава, който бил дошъл в Индия в търсене на будистки учители. В биографията на Марпа например се твърди, че той можел да се превръща в каквото пожелае и го описват като странно изглеждащ и покрит с козина обитател на остров сред отровно езеро.
За него се разказва, че веднъж пътувайки той вижда в храстите умиращо от глад женско куче и воден от съчувствие започва да се грижи за него. Той повел кучето със себе си и така след време намерил пещера, където можел да медитира на спокойствие. Когато той излизал да намери храна кучето оставало и пазело пещерата. Един ден след дванадесет години на медитация в пещерата боговете от 33-те сфери на сетивно удоволствие забелязали постижението на Куккурипа и го поканили на техните небеса. Той приел и докато бил при тях те му предложили големи пиршества и всевъзможни удоволствия. Той много пъти си спомнял вярното куче, което пази пещерата му и че трябва да се върне при него и всеки път те го увещавали да остане. В края на краищата той погледнал от небесата и видял, че кучето е съвсем слабо, тъжно и гладно и решил веднага да се върне. Когато го направил кучето и стопанинът били много щастливи и щом почесал кучето, то веднага изчезнало. Пред него стояла дакини. Тя му казала, че той вече е разбрал, че има неща по-важни от изкушенията и му помогнала да постигне пълна реализация. След това той се връща в Капилавасту и имал дълъг живот изпълнен с активност за доброто на другите. Смята се, че негова ученичка е Манибхадра, една от малкото жени измежду 84-те махасидхи.